# فلورنسا مور
فلورنسا مور (بالإنجليزية: Florence Moore)‏ هي ممثلة أمريكية، ولدت في 13 نوفمبر 1886 في فيلادلفيا في الولايات المتحدة، وتوفيت في 23 مارس 1935 في داربي (بنسيلفانيا) في الولايات المتحدة بسبب سرطان.

## وصلات خارجية
- فلورنسا مور على موقع IMDb (الإنجليزية)
- فلورنسا مور على موقع قاعدة بيانات برودواي على الإنترنت (الإنجليزية)
- فلورنسا مور على موقع كينوبويسك (الروسية)